# Cabanac-Cazaux
Cabanac-Cazaux è un comune francese di 119 abitanti situato nel dipartimento dell'Alta Garonna nella regione dell'Occitania.

## Società

### Evoluzione demografica
Abitanti censiti